# Bäderland Hamburg

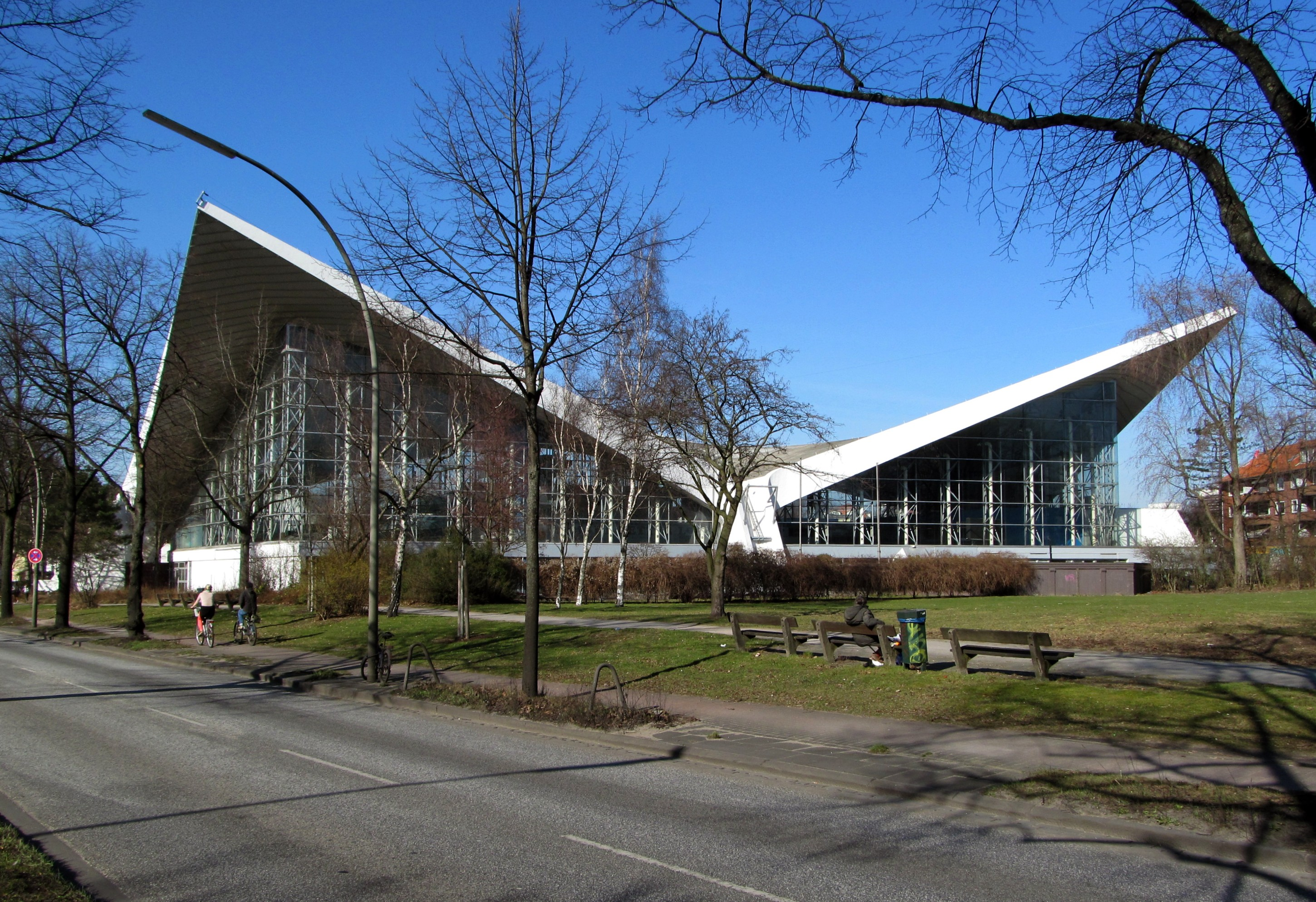
Flaggschiff und Besuchermagnet: Alsterschwimmhalle (Foto: 2014)

Die Bäderland Hamburg GmbH ist die städtische Betreibergesellschaft für öffentliche Schwimmbäder in der Freien und Hansestadt Hamburg. Sie wurde 1995 als Tochtergesellschaft der Hamburger Wasserwerke gegründet und gehört heute zur städtischen Beteiligungsholding HGV.
Bäderland betreibt aktuell (Stand: 2025) 20 Hallen- und vier Freibäder mit einer Gesamtwasserfläche von etwa 45.000 m², die jährlich von rund 4,2 Millionen Badegästen besucht werden. Davon entfallen rund zwölf Prozent (510.000) auf die Ende 2023 wiedereröffnete Alsterschwimmhalle. Weitere bekannte Bäder sind das 2009 eröffnete Festland in Altona oder das 1895 als Stadtbad Hohe Weide eröffnete Kaifu-Bad in Eimsbüttel, zugleich Unternehmenssitz der Bäderland GmbH. Außerdem betreibt Bäderland in den Wintermonaten eine Eissporthalle in Farmsen sowie das Dulsbergbad als Teil des Olympiastützpunkts Hamburg/Schleswig-Holstein. An diesem Standort tritt Bäderland im Auftrag der Stadt auch als Bauherr für weitere Sportanlagen auf, z. B. für eine Beachvolleyball-Anlage oder eine 2019 eröffnete Judo- und Handballhalle.

## Geschichte

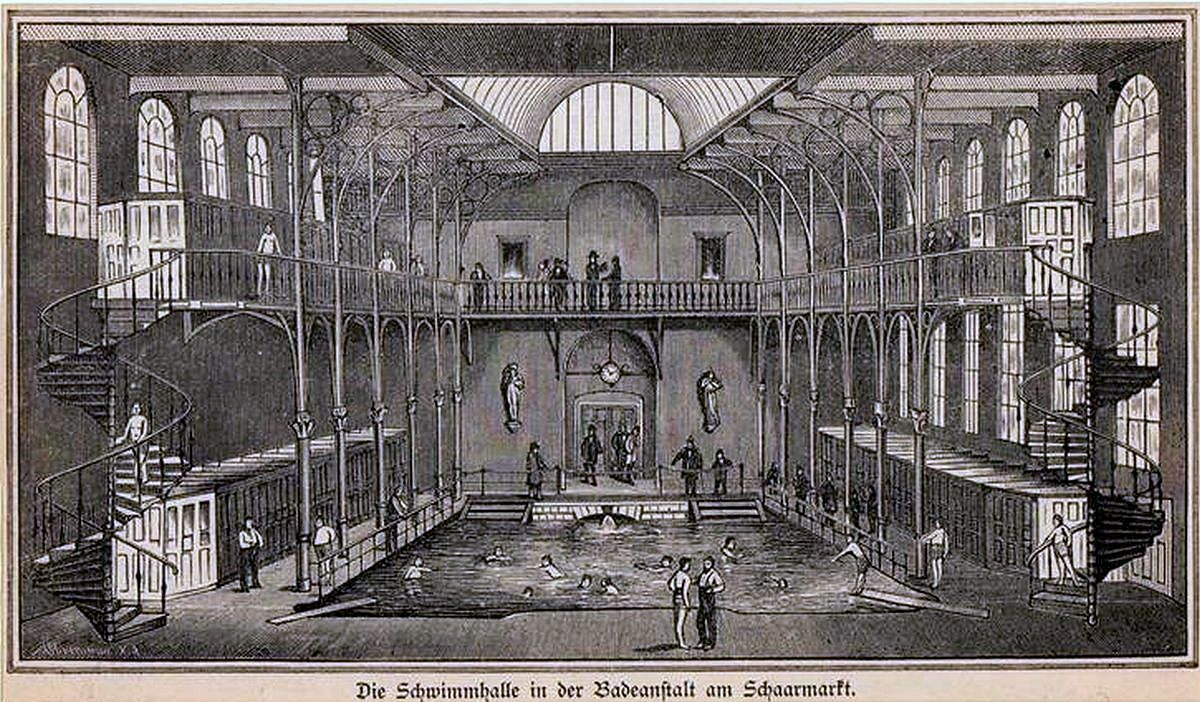
Schwimmhalle am Schaarmarkt 1881

Die Geschichte der öffentlichen Badekultur in Hamburg begann im Jahr 1793, als auf Betreiben der Patriotischen Gesellschaft ein Badeschiff auf der Binnenalster in Betrieb ging. Später wurde es in die Außenalster in die Nähe der Lombardsbrücke verlegt und durch die stationäre Donner’sche Badeanstalt ersetzt. Im Laufe des 19. Jahrhunderts kamen zahlreiche Flussbadeanstalten an Alster, Bille und Elbe hinzu, vorwiegend mit dem Ziel, das bis dato übliche regellose „wilde“ Baden einzudämmen und in „schickliche“ Bahnen zu lenken.

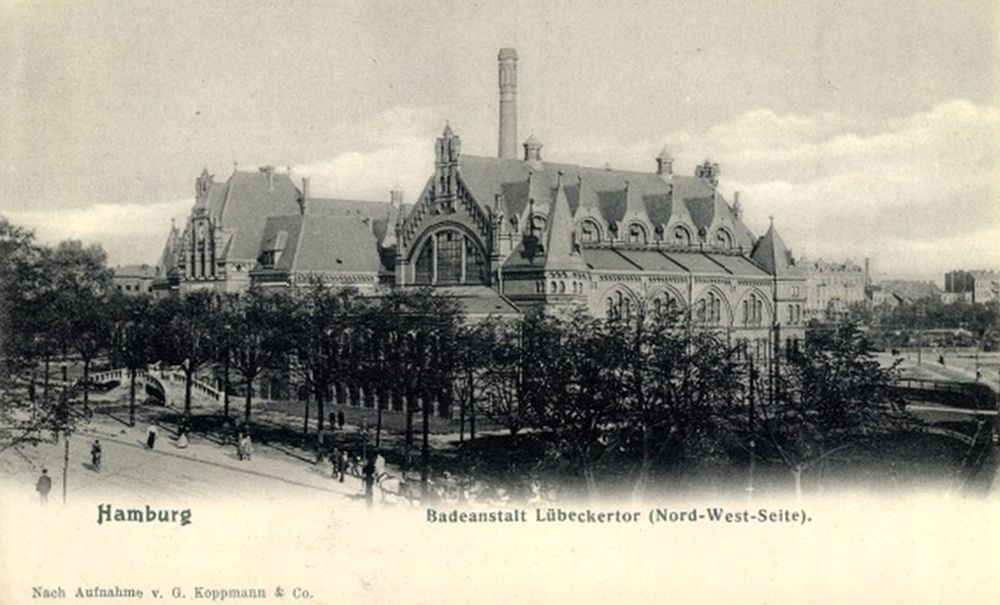
Badeanstalt Lübecker Tor, um 1910

Die erste überdachte Warmbadeanstalt wurde 1855 am Schweinemarkt eröffnet – die von William Lindley nach englischem Vorbild konstruierte Anlage war jedoch kein Schwimmbad, sondern bot lediglich Wannen- und Brausebäder sowie Waschgelegenheiten. Der markante kreisrunde Bau überstand den Zweiten Weltkrieg und wurde 1963 zugunsten des heutigen Saturn-Parkhauses abgerissen. Die erste echte Schwimmhalle entstand 1881 am Schaarmarkt – die Initiative hierzu ging von Hamburger Reedern aus, die durch die Förderung des Schwimmunterrichtes die Zahl der tödlichen Arbeitsunfälle unter Hafenarbeitern senken wollten. 1895 folgte das älteste noch heute erhaltene und denkmalgeschützte Stadtbad Hohe Weide (heute Kaifu-Bad). Weitere Bäder entstanden bis zum Beginn des Ersten Weltkrieges am Lübecker Tor in St. Georg, in Barmbek, Hammerbrook und Eppendorf (Holthusenbad). In der Weimarer Republik wurden zwar keine neuen Hallenbäder gebaut, dafür eröffneten neue Freibäder in Lattenkamp (1926) und Ohlsdorf (1927), letzteres als erste Anstalt ohne Geschlechtertrennung. Während diese noch mit Flusswasser aus der nahen Alster versorgt wurden, galt das 1938 eröffnete Freibad Kaiser-Friedrich-Ufer seinerzeit als modernstes Sportbad in Deutschland, mit Leitungswasser und ganzjährig beheizbar.
Nachdem im Zweiten Weltkrieg viele Bäder beschädigt oder gänzlich zerstört wurden, lag der Schwerpunkt in den ersten Nachkriegsjahren zunächst auf dem Bau preiswerter Sommerfreibäder. Auf dem Höhepunkt Mitte der 1960er Jahre gab es knapp 30 Freibäder in der Stadt. Als erstes Hallenneubau-Projekt wurde Ende der 1950er Jahre die Planung für die spätere Alsterschwimmhalle begonnen, deren Fertigstellung sich allerdings bis 1973 hinzog. Bis 1980 entstanden weitere zehn neue Stadtteilbäder als standardisierte Typenbauten; allerdings stieg die Nachfrage nicht im gleichen Maße, so dass der Betrieb der Bäder zunehmend defizitär wurde. In den 1980er Jahren wurden daher erstmals ältere Bäder geschlossen und 1995 schließlich der gesamte Bäderbetrieb aus den Hamburger Wasserwerken in die neugegründete Bäderland Hamburg GmbH ausgegliedert.
Seit Juli 2025 ist Susan Zetzmann Geschäftsführerin der Firma.

## Aktuelle Bäder
| Name                           | Bild | Stadtteil          | Bau-/Eröffnungsdaten |
| ------------------------------ | ---- | ------------------ | --- |
| Alsterschwimmhalle             |      | Hohenfelde         | 1973 eröffnet, 2020–23 modernisiert und erweitert                                                                                                 |
| Bartholomäus-Therme            |      | Barmbek-Süd        | 1909 als Stadtbad Barmbek-Uhlenhorst mit Bücherhalle, Standesamt 1969 Umbau und Modernisierung 2021 Schließung und Sanierung 2022 Wiedereröffnung |
| Bille-Bad                      |      | Bergedorf          | 1926/27 Flussbadeanstalt 1929 Wannen-, Brause- und Kurbad (Bild) 1965 Hallenbad (Bild) 2005 Neubau                                                |
| Billstedt                      |      | Billstedt          | 1928 Freibad 1972 Hallenbad (geplanter Umbau bis 2020)                                                                                            |
| Blankenese                     |      | Blankenese         | 1977 |
| Bondenwald                     |      | Niendorf           | 1965 Freibad 1977 Hallenbad 2015/16 Sanierung und Umbau zum Freizeitbad, insbesondere Ausbau des Sauna- und Kinderbereichs                        |
| Bramfeld                       |      | Bramfeld           | 1973 |
| Dulsbergbad (nicht öffentlich) |      | Dulsberg           | 1957 Freibad 1969 Hallenbad 1988 Umbau Hallenbad zum Landesleistungszentrum 2008 Neubau Freibad und Abgabe an externen Betreiber (Beach Hamburg)  |
| Elbgaustraße                   |      | Eidelstedt         | 1975 |
| Festland                       |      | Altona-Altstadt    | 2009 als Ersatz für das zuvor geschlossene Bismarckbad                                                                                            |
| Finkenwerder (Freibad)         |      | Finkenwerder       | 1979 |
| Marienhöhe (Freibad)           |      | Sülldorf           | 1962 |
| Neugraben (Freibad)            |      | Neugraben-Fischbek | 1951 |
| Osdorfer Born (Freibad)        |      | Osdorf             | 1970 |
| Holthusenbad                   |      | Eppendorf          | 1914 Hallenbad 1937 Freibad |
| Kaifu-Bad                      |      | Eimsbüttel         | 1895 als Stadtbad Hohe Weide, 1905 um eine weitere Halle erweitert 1938 Freibad 2015 Sanierung und Umbau (Kaifu-Sole)                             |
| Midsommarland                  |      | Wilstorf           | eröffnet 1996, seit Oktober 2023 geschlossen, Umbau und Erweiterung geplant bis 2027                                                              |
| Stadtparksee                   |      | Winterhude         | 1937 (Beginn des Badebetriebs) |
| Ohlsdorf                       |      | Ohlsdorf           | 1927 Freibad 1972 Hallenbad 2015 Schließung und Abbruch Freibad 2019 Neubau Hallenbad                                                             |
| Parkbad                        |      | Volksdorf          | 1971 eröffnet 1991 Umbau zum Erlebnisbad „Taka Tuka Land“ 2008 um beheiztes Freibad ergänzt                                                       |
| Rahlstedt                      |      | Rahlstedt          | 1972 eröffnet 2021 Anbau eines beheizten Außenbeckens anstelle des ehemaligen Freibads Wiesenredder                                               |
| Inselpark                      |      | Wilhelmsburg       | 2013 im Rahmen der IBA/igs 2016 Auszeichnung mit "Public Value Award"                                                                             |
| St. Pauli                      |      | St. Pauli          | 1980 (seit 2022 nur Schulschwimmen) |
| Süderelbe                      |      | Neugraben-Fischbek | 1975 |
| Wandsbek                       |      | Wandsbek           | 1979 |